# 维贾诺
维贾诺（義大利語：Viggiano），是意大利波坦察省的一个市镇。总面积89.03平方公里，人口3160人，人口密度35.5人/平方公里（2009年）。ISTAT代码为076098。